# Pamen Pereira
María del Carmen Perez  Pereira (El Ferrol, La Coruña, 1963), conocida como Pamen Pereira,  es una artista contemporánea española. Su proceso de creación, originado generalmente desde su experiencia vital, e influida por su estancia en Japón, está vinculado a la naturaleza, obteniendo de esta su iconografía. Su trabajo se mueve entre las técnicas del dibujo, la pintura, la escultura, la instalación, la fotografía o el video o bien cualquier materia susceptible de transformación. Nombrada en 27 de noviembre de  2021 Académica de la Real Academia Gallega de Bellas Artes.

## Biografía y desarrollo profesional
Pereira desarrolla su proceso de trabajo mediante la manipulación de materiales maleables, en algunos casos alimenticios, como materia orgánica en estado de transformación, con el fin de crear dualidades y armonizar los opuestos.
Es habitual practicante de la filosofía zen desde los años que vivió en Japón, persigue en su obra la unidad entre la materia y el espíritu priorizando la importancia del proceso creativo.
En el año 1996 recibe la beca de creación artística en el extranjero del Museo de Arte Contemporáneo Unión FENOSA (MACUF), con la que reside en Japón entre 1996-1997, allí prepara la obra y presenta Música del vacío en la Recent Gallery de Sapporo, Japón. A su regreso a España realiza una exposición en el MACUF de La Coruña y preparara la exposición titulada Gabinete de Trabajo el encuentro con la sombra para el CGAC (Centro Galego de Arte Contemporáneo) de Santiago de Compostela.
En 2001 viaja a Irán, elabora la exposición Un solo sabor en la Barg Gallery de Teherán, dicho trabajo se ve completado en el 2001-02 con la instalación Un solo sabor expuesto en La Gallera de Valencia, (Consorcio de Museos de la Comunidad Valenciana), más tarde se presentó en la madrileña galería María Martín y en el Centro Cultural Torrente Ballester de Ferrol, así como en la Muestra de Arte de Sajazarra en la Rioja (2003).
En 2006 realiza un viaje a la Antártida para realizar su proyecto “ICE BLINK” El fuego del hielo, con la ayuda de la Dirección Nacional del Antártico de Argentina (DNA) y el IVAM (Instituto Valenciano de Arte Moderno). En 2008 participa en la Bienal de El Cairo 08-09 con la obra Al otro lado del espejo y participa el mismo año en La Bienal de libros de artista en la Biblioteca Alejandrina en Egipto con las obras Los laberintos de Alejandría.
Desde el 2007 participa y colabora con ARTIFARITI (encuentro de las prácticas artísticas en defensa de los derechos humanos) en el Sahara Occidental.
En 2009 en el CAB Centro de Arte de Burgos, muestra “This is a love story”. En 2011 realiza la intervención en las Torres de Hejduk de la Ciudad de la Cultura de Galicia, además crea el jardín vertical Torres a la Templanza en memoria del fallecido arquitecto John Hejduk dentro del proyecto “Inside”.
Su interés se centra más en las instalaciones e intervenciones artísticas “site specific” para lugares tanto públicos como privados, planteandose el carácter social del arte y el papel del artista en la sociedad.
Presenta la exposición individual titulada "La mujer de piedra se levanta y baila" en el Museo de Castilla y León MUSAC en el año 2016 con trabajos realizados desde la década de 1990.
Su obra se ha presentado en galerías españolas como Galería Trinta (Santiago de Compostela), Galería Víctor Martín (Madrid), Galería Paral·lel 39 (Valencia), Galería Antonio de Barnola (Barcelona), Galería Rafael Ortiz (Sevilla ), Galería Altxerri (San Sebastián ), Galería Estudio Artizar (La Laguna, Tenerife). Además de las exposiciones celebradas en la Recent Gallery (Sapporo, Japón), Barg Gallery (Teherán, Irán).
Ha participado en bienales y ferias nacionales e internacionales como Arco Madrid, Art Chicago, Colonia, Nagoya en Japón o Basel en Suiza entre otras.
Su trabajo forma parte de colecciones públicas y privadas.